# Lingwood and Burlingham
Lingwood and Burlingham är en civil parish i Storbritannien.   Den ligger i grevskapet Norfolk och riksdelen England, i den sydöstra delen av landet, 170 km nordost om huvudstaden London. Antalet invånare är 2 504. Arean är 9,4 kvadratkilometer.
Terrängen i Lingwood and Burlingham är mycket platt.